# Phryxe tiphaecola
Phryxe tiphaecola là một loài ruồi trong họ Tachinidae.